# Edison Miranda
Edison Miranda (* 7. Januar 1981 in Buenaventura, Kolumbien) ist ein ehemaliger kolumbianischer Boxer.

## Amateur
Im Alter von fünfzehn Jahren begann er mit dem Boxen und wurde schnell drei Mal kolumbianischer Amateurmeister. Seine Bilanz war 128 Siege bei vier Niederlagen, er qualifizierte sich jedoch nicht für die Olympischen Spiele 2000.

## Profikarriere
Er wurde 2001 Profi im Mittelgewicht und zeigte früh gute Schlagkraft, wenn auch limitierte boxerische Fähigkeiten. In Lateinamerika gewann er 21 Kämpfe hauptsächlich gegen unbekannte Gegner. Ab 2005 boxte er vorwiegend in den USA, wo er in seinen ersten drei Auftritten jeweils über die Runden gehen musste. 2006 besiegte er in einem Ausscheidungskampf um einen Titelchance im IBF-Verband den Veteranen Howard Eastman, der zuvor auch gegen Bernard Hopkins und Arthur Abraham geboxt und jeweils nur nach Punkten verlor hatte, als Erster vorzeitig. Mit diesem Sieg war er in allen verfügbaren Ranglisten der Fachzeitschriften Top-10 und ein anerkannt würdiger Pflichtherausforderer für Abraham, auf den er am 23. September traf. Sauerland Event gewann die Versteigerung für 404.000 Dollar gegen Mirandas Promoter Warriors Boxing mit einem Gebot von 355.000 Dollar, so dass der Kampf in Wetzlar veranstaltet wurde.
Miranda verlor den Titelkampf unter umstrittenen Umständen nach Punkten. Die Entscheidung des Ringrichters, den Kampf trotz einer schwerwiegenden Verletzung Abrahams (Kieferbruch) und einer Abbruchsempfehlung des Ringarztes fortzusetzen, sorgte für Kritik und Unverständnis. Umstritten waren außerdem zwei mehrminütige Pausen während des Kampfes zur Untersuchung von Abrahams Kiefer, die dem Titelverteidiger zusätzlich zur Regeneration zugutekamen. Miranda erhielt zudem für Tiefschläge und einen absichtlichen Kopfstoß mehrfach Punktabzüge, die maßgeblich zu seiner Punktniederlage beitrugen. Aufgrund der kontroversen Umstände wurde Miranda allerdings von der IBF auf Platz eins ihrer Rangliste belassen. Im Anschluss schlug er Willie Gibbs (20 Siege, eine Niederlage) in der ersten Runde K. o. und besiegte den unbesiegten, schlagstarken US-Amerikaner Allan Green, gegen den er aber erstmals in seiner Karriere am Boden war, nach Punkten.
Am 19. Mai 2007 traf er in einem Ausscheidungskampf der WBC auf den unbesiegten Kelly Pavlik, der neben Miranda vom Ring Magazine als schlagstärkster Mittelgewichtler angesehen wurde. In einem Kampf mit enorm hohen Tempo ging Miranda mehrfach zu Boden und wurde schließlich vom Ringrichter in der siebten Runde per technischem K. o. aus dem Kampf genommen. Zu diesem Zeitpunkt lag er auch nach Punkten schon deutlich zurück. Miranda konnte wie gewohnt mit seiner Offensivarbeit überzeugen, es wurden jedoch Probleme in der Deckungsarbeit deutlich.

### Supermittelgewicht
Im Anschluss stieg Miranda eine Gewichtsklasse auf und boxte fortan Supermittelgewicht. Am 21. Juni 2008 kam es in Hollywood (Florida) zum lang erwarteten Rückkampf zwischen Arthur Abraham und Miranda. Abrahams IBF-Titel stand nicht auf dem Spiel, da man sich auf eine Gewichtsobergrenze von 166 Pfund(75,2 kg), also zwischen den regulären Mittel- und Supermittel-Gewichtsklassen einigte. Nach drei Niederschlägen in Runde vier gewann Abraham nach 1:13 Minuten durch technischen K. o. Nach zwei Siegen gegen Aufbaugegner unterlag Miranda am 16. Mai 2009 dem ungeschlagenen Olympiasieger Andre Ward nach Punkten und musste seine vierte Niederlage hinnehmen.
Anschließend begann Miranda in den USA unter Joe Goossen zu trainieren und kam im Oktober 2009 gegen den Mexikaner Francisco Sierra zu einem Erstrunden-K.o.-Erfolg. Im Januar 2010 sollte er gegen den deutschen WBO-Weltmeisters Robert Stieglitz antreten, musste den Kampf jedoch kurzfristig wegen einer Grippeerkrankung absagen. Stattdessen erhielt er am 17. April 2010 eine weitere WM-Chance gegen den IBF-Weltmeister Lucian Bute. Der ungeschlagene Rumäne besiegte ihn im kanadischen Montreal durch technischen K. o. in der dritten Runde.
Seinen letzten Profikampf bestritt Miranda am 7. September 2014 in Tolu, Kolumbien, gegen den Kolumbianer Daniel Noguera. Er gewann durch K. o. in Runde 1.

## Sonstiges
Mirandas Mutter war bei seiner Geburt erst vierzehn Jahre alt, hatte wenig Interesse an ihm und verließ ihn. Von Verwandten missachtet, war er seit dem neunten Lebensjahr auf der Suche nach ihr. Als er sie fand, wollte sie ihn immer noch nicht aufnehmen. Er lebte dann auf der Straße und arbeitete als Landarbeiter und auf Baustellen.
Miranda lebt derzeit in Carolina, Puerto Rico.